# Standing In The Breach
Standing in the Breach är Jackson Brownes fjortonde album, släppt den 7 oktober 2014. Detta album med nytt material är det första på 6 år.

## Låtlista
Samtliga låtar skrivna av Jackson Browne, om annat inte anges.
1. "The Birds of St. Marks" (4:23)
2. "Yeah Yeah" (6:15)
3. "The Long Way Around" (6:26)
4. "Leaving Winslow" (3:53)
5. "If I Could Be Anywhere" (7:08)
6. "You Know the Night" (5:32) (Texten skriven av Woody Guthrie, musiken skriven av Jackson Browne och Rob Wasserman)
7. "Walls and Doors" (6:02) (Text och musik av den kubanske musikern Carlos Varela, den engelska översättningen av Jackson Browne)
8. "Which Side" (6:38)
9. "Standing in the Breach" (5:37)
10. "Here" (4:26)